# Lozzo di Cadore
Lozzo di Cadore – miejscowość i gmina we Włoszech, w regionie Wenecja Euganejska, w prowincji Belluno.
Według danych na styczeń 2009 gminę zamieszkiwały 1562 osoby przy gęstości zaludnienia 51,4 os./1 km².